# Hornu
Hornu (en picard et wallon Ornu) est une section de la commune belge de Boussu, située dans le Borinage, en région wallonne dans la province de Hainaut.
C'était une commune à part entière avant la fusion des communes de 1977.

## Étymologie
Le nom d’Hornu trouve son origine dans le mot germanique « hornja » signifiant « point de roc, bout de terrain ».

## Évolution démographique
- Sources : INS, Rem. : 1831 jusqu'en 1970 = recensements, 1976 = nombre d'habitants au 31 décembre[2].

## Histoire
À l’origine, Hornu occupait une superficie nettement plus grande qu’aujourd’hui puisque son territoire englobait celui de la ville de Saint-Ghislain et de l'abbaye de Saint-Ghislain.
La commune possède une voie romaine, la Rue de Binche.
C’est le célèbre roi mérovingien Dagobert Ier qui, au VIIe siècle, donne les terres actuellement situées sur celles-ci au saint fondateur de ce monastère. Les abbés de Saint-Ghislain exercèrent d’ailleurs leur pouvoir jusqu’à la révolution française de 1789. L’importance exercée dans le passé par la commune d'Hornu est d’ailleurs démontrée par le marché hebdomadaire qui s’y était développé dès le début du XIe siècle, par la position de doyenné occupé par sa paroisse au cours du même siècle mais aussi et surtout par la cour de justice des comtes de Hainaut qui y siégea au XIVe siècle. La séparation tant paroissiale que communale entre Saint-Ghislain et Hornu ne se produit que vers la fin du XVIe siècle.
En juillet 1954, le congrès d'Hornu regroupe les leaders nationalistes algériens du Mouvement pour le triomphe des libertés démocratiques (MTLD) pendant la les hostilités franco-algériennes. C'est notamment à l'issue du congrès d'Hornu que se fonde le Comité révolutionnaire d'unité et d'action (CRUA), bientôt renommé Front de libération nationale (FLN) à la veille des attentats contre la présence coloniale française lors de la Toussaint rouge, le 1er novembre 1954.

## Économie

### Exploitation charbonnière

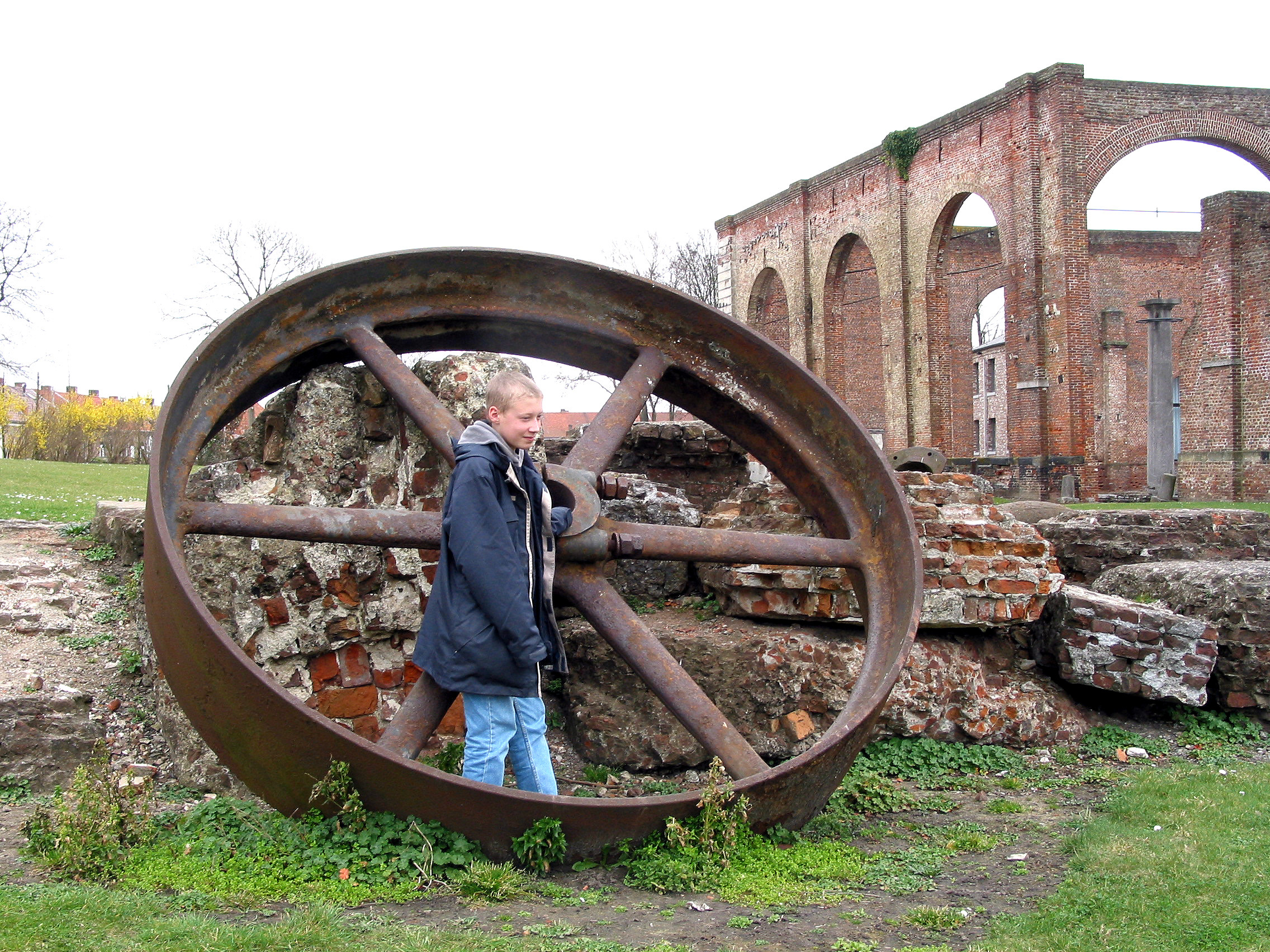
Le Grand-Hornu : les vestiges.

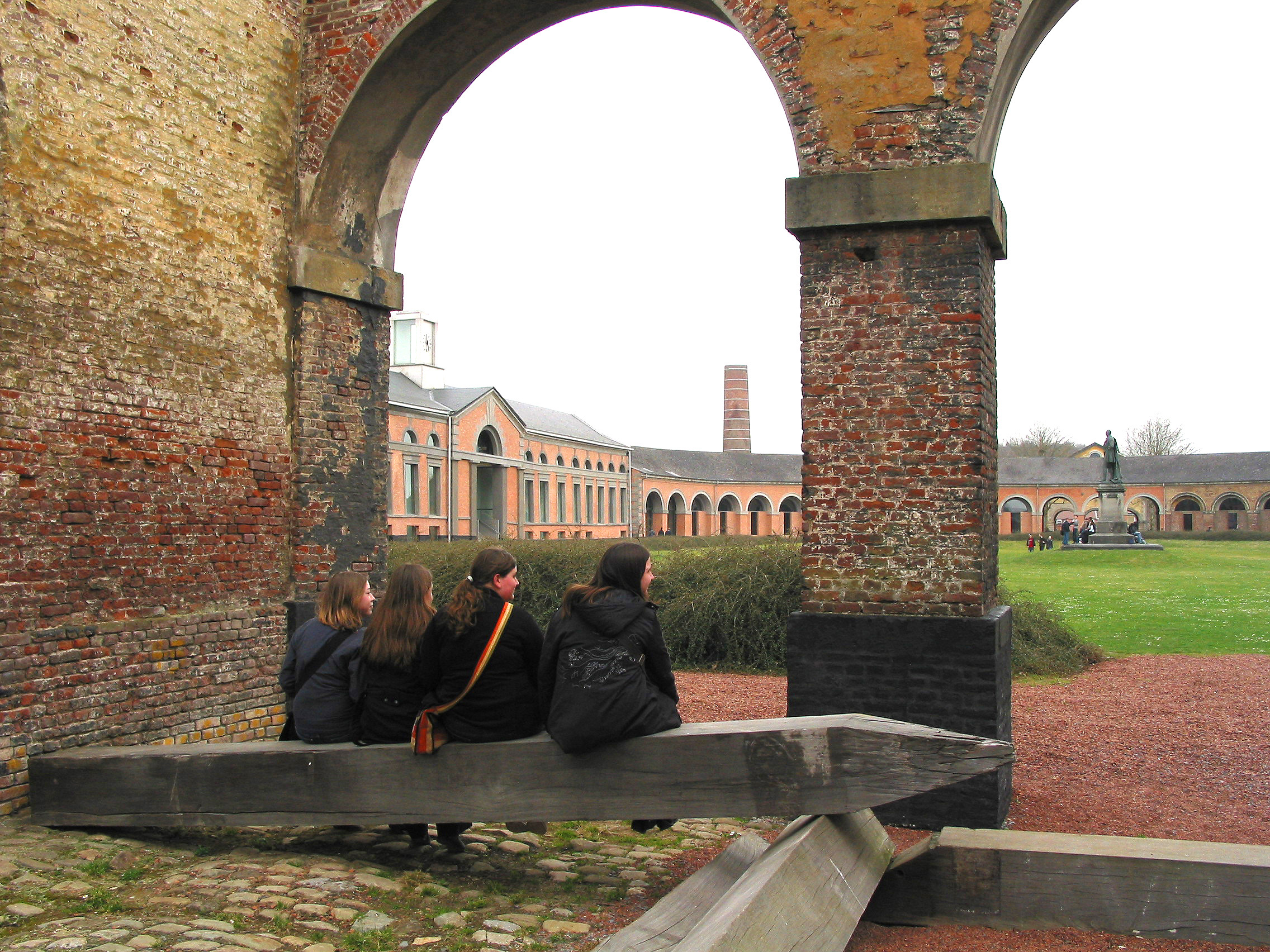
Le Grand-Hornu : la renaissance.

Le charbon a été la ressource par excellence de la commune.

#### La Société civile des usines et mines de houille du Grand-Hornu
Dès le XIIIe siècle, on y extrait le « charbon de terre » dans de petites exploitations. Celles-ci se multiplient à un point tel qu’au XVIIIe siècle l’abbaye de Saint-Ghislain accorde à un industriel montois une concession de plusieurs fosses qu’elle possède sur le territoire d’Hornu. La révolution industrielle va bouleverser encore plus la région car c’est à cette époque qu’Henri De Gorge achète le charbonnage du Grand-Hornu pour en faire un complexe industriel et architectural digne, de ce point de vue, de celui qui a été construit quelque 35 ans plus tôt à Arc-et-Senans (France) par Claude-Nicolas Ledoux.
Très touchés par les bombardements de la fin de la Seconde Guerre mondiale mais aussi par l'utilisation d'autres combustibles, les charbonnages de la commune comme ceux de toute la région commencent à fermer avant de cesser complètement leur activité en 1954.
Ce riche passé n’est pas oublié : on peut encore voir les vestiges des grands ouvrages créés à cette époque tels que le canal Mons-Condé, le premier chemin de fer industriel d’Europe, ou encore, et surtout, l'important complexe du Grand-Hornu ; celui-ci, après avoir été en partie restauré, accueille le musée des arts contemporains (MAC's) et constitue ainsi le symbole du renouveau de la région.

#### La Société Anonyme du charbonnage d'Hornu et Wasmes
La société est née de l'association de plusieurs concessions qui exploitaient la houille depuis le XIVe siècle sur ce territoire.
En 1920, les puits exploités par la société étaient les no 3, 5 et 6 à Wasmes et les no 4, 7 et 8 à Hornu, tous dit « des Vanneaux ». La société ferma successivement ses derniers puits, le no 6 en 1948, le no 3 en 1956, le no 5 en 1957 et les 7 et 8 en 1958. Un grand nombre de vestiges de ces charbonnages subsistent encore de nos jours.